# Хандакас
„Хандакас“ (на гръцки: Χάνδακος) е улица в Ираклио, най-големия град на остров Крит, Гърция.
Вече пешеходна, още от античността улицата е оживена пътна артерия в града, водеща към морето. По улицата днес са разположени специализирани магазини и кафенета.
Близо до улицата се намират останки от голяма крепост с крепостен ров, простиращ се от море до море.